# Richard Newman
Richard James Edward Newman, o più semplicemente Richard Newman (Chicago, 2 novembre 1946), è un doppiatore statunitense naturalizzato canadese, noto soprattutto per i numerosi ruoli ricoperti nelle serie dei Transformers.

## Biografia
Newman è nato a Chicago, Illinois, negli Stati Uniti, ma in giovane età si trasferisce in Canada, a Vancouver, Columbia Britannica. Dove tutt'oggi è residente.
La sua carriera di doppiatore incomincia nel 1995, dando la voce a Rhinox in Biocombat. Successivamente ha avuto ruoli in serie d'animazione quali Dragon Ball Z, RoboCop, Spider-Man Unlimited, MegaMan NT Warrior, Universi paralleli per Bucky O'Hare, Roswell Conspiracies, Exosquad e Dragons: Fire and Ice.

## Filmografia parziale

### Televisione
- Supernatural – serie TV, episodio 10x17 (2015)
- X-Files – serie TV, episodio 10x03 (2016)
- C'era una  volta (Once Upon a Time) – serie TV, episodio 7x03 (2017)

## Doppiatori italiani
Nelle versioni in italiano delle opere in cui ha recitato, Garry Chalk è stato doppiato da:
- Ambrogio Colombo in Supernatural
- Bruno Alessandro in X-Files
- Gabriele Martini in C'era una volta

Da doppiatore è sostituito da:
- Sergio Romanò in Sherlock Holmes - Indagini dal futuro
- Mario Zucca in Transformers: Beast Machines
- Giovanni Petrucci in Dragon Booster
- Marco Morellini ne Il padrino
- Francesco Mei in Tom Clancy’s Ghost Recon (tenente Dan)
- Marco Pagani in Tom Clancy’s Ghost Recon (generale Pettis)